# Kenyalepis montana
Kenyalepis montana är en skalbaggsart som beskrevs av Marc Lacroix 2011. Kenyalepis montana ingår i släktet Kenyalepis och familjen Melolonthidae. Inga underarter finns listade i Catalogue of Life.